# 有限会社桃太郎商店
『有限会社桃太郎商店』（ゆうげんがいしゃももたろうしょうてん）は、1999年4月5日から2001年3月24日までTBSラジオで放送されたバラエティ番組である。

## 概要
コンピュータゲームの桃太郎シリーズ（『桃太郎伝説』や『桃太郎電鉄』など）を手掛けるさくまあきらとアリtoキリギリス（石井正則、石塚義之）、女性アシスタント（吉野紗香、または堀越のり）がパーソナリティを務めた番組。番組内では、ネタを投稿するコーナーのほか、さくまが当時制作していたゲームソフト『桃太郎まつり』のアイデアをリスナーから募集するコーナーもあった。